# Bruno Jordão
Bruno André Cavaco Jordão, noto semplicemente come Bruno Jordão (Marinha Grande, 12 ottobre 1998), è un calciatore portoghese, centrocampista del Radomiak Radom.

## Caratteristiche tecniche
Centrocampista centrale dotato di buona tecnica di base, può essere impiegato anche come mezzala o trequartista.

## Carriera

### Club

#### Inizi e Lazio
Cresciuto principalmente nel settore giovanile dell'União Leiria, ha esordito in prima squadra nella stagione 2015-2016, quando ha collezionato 23 presenze segnando 4 reti nella terza divisione del calcio portoghese. Nel luglio 2016 è stato acquistato dal Braga che lo ha dirottato verso la seconda squadra impegnata in Segunda Liga, con cui ha debuttato il 20 agosto in occasione dell'incontro perso 1-0 contro il Cova da Piedade.
Il 31 agosto 2017 è stato acquistato dalla Lazio assieme al compagno di squadra Pedro Neto in prestito biennale con obbligo di riscatto. Ha esordito con il club romano il 17 febbraio 2019 giocando gli ultimi minuti dell'incontro di Serie A perso 2-1 contro il Genoa.

#### Wolverhampton e prestiti
Il 2 agosto 2019 è stato ceduto al Wolverhampton, che lo ha inizialmente utilizzato nella formazione Under-23. Ha esordito in prima squadra il 25 settembre 2019 giocando l'incontro di Carabao Cup vinto ai rigori contro il Reading dopo l'1-1 maturato al termine dei supplementari, in cui ha realizzato il gol segnato dagli wolves. Il 27 febbraio ha esordito nelle coppe europee giocando il match di UEFA Europa League perso 3-2 contro l'Espanyol.
L'8 settembre 2020 è stato ceduto in prestito per una stagione al Famalicão.
A fine prestito fa ritorno agli wolves, con cui milita per sei mesi, trovando poco spazio, per poi venire ceduto in prestito al Grasshoppers.
Il 23 agosto 2022 viene ceduto nuovamente a titolo temporaneo, questa volta al Santa Clara.
A fine prestito fa ritorno al club inglese, in cui milita per sei mesi per poi rescindere il contratto il 6 febbraio 2024.

#### Radomiak Radom
L'8 febbraio 2024 firma un contratto valido sino al 30 giugno 2026 con i polacchi del Radomiak Radom.

### Nazionale
Ha militato nelle nazionali giovanili portoghesi dall'under-18 all'under-21.

## Statistiche
Statistiche aggiornate al 18 ottobre 2020.

### Presenze e reti nei club
| Stagione        | Squadra         | Campionato      | Campionato | Campionato | Coppe nazionali | Coppe nazionali | Coppe nazionali | Coppe continentali | Coppe continentali | Coppe continentali | Altre coppe | Altre coppe | Altre coppe | Totale | Totale | Totale |
| Stagione        | Squadra         | Comp            | Pres       | Reti       | Comp            | Pres            | Reti            | Comp               | Pres               | Reti               | Comp        | Pres        | Reti        | Pres   | Reti   |        |
| --------------- | --------------- | --------------- | ---------- | ---------- | --------------- | --------------- | --------------- | ------------------ | ------------------ | ------------------ | ----------- | ----------- | ----------- | ------ | ------ | ------ |
| 2015-2016       | União Leiria    | SD              | 23         | 4          | CP+CdL          | 0               | 0               |                    | -                  | -                  |             | -           | -           | 23     | 4      |        |
| 2016-2017       | Braga B         | LdH             | 19         | 2          | CP+CdL          | 0               | 0               |                    | -                  | -                  |             | -           | -           | 19     | 2      |        |
| 2017-2018       | Lazio           | A               | 0          | 0          | CI              | 0               | 0               |                    | -                  | -                  |             | -           | -           | 0      | 0      |        |
| 2018-2019       | Lazio           | A               | 3          | 0          | CI              | 0               | 0               |                    | -                  | -                  |             | -           | -           | 3      | 0      |        |
| 2019-2020       | Wolverhampton   | PL              | 1          | 0          | FACup+CdL       | 0+2             | 1               | UEL                | 1                  | 0                  |             | -           | -           | 4      | 1      |        |
| 2020-2021       | Famalicão       | PL              | 9          | 1          | CP              | 0               | 0               |                    | -                  | -                  |             | -           | -           | 9      | 1      |        |
| Totale carriera | Totale carriera | Totale carriera | 55         | 7          |                 | 2               | 1               |                    | 1                  | 0                  |             | -           | -           | 58     | 8      |        |

## Palmarès

### Club

#### Competizioni nazionali
- Coppa Italia: 1

Lazio: 2018-2019